# Diomedea exulans
L'albatro urlatore (Diomedea exulans, Linnaeus 1758) è un uccello appartenente alla famiglia dei Diomedeidae. È l’uccello attualmente vivente con apertura alare più ampia, seguito dal congenere albatro reale.

## Descrizione
La lunghezza del corpo è di 105–140 cm, il peso tra i 6–11 kg e ha un'apertura alare in media tra i 270 cm ai 350 cm, ma nel 1965 è stato trovato un esemplare di albatro urlatore con un'apertura alare di 363 cm, cosa che ha permesso di iscrivere questo volatile nel Guinness dei primati come l'animale vivente con la maggior apertura alare. Queste caratteristiche gli permettono di essere un ottimo volatore.
 
Il colore dell'uccello è bianco, il retro è attraversato da bande nere o marrone, il lato superiore delle ali è scuro.
Vivono in media per 30 anni.

## Biologia
L'albatro urlatore è un uccello marino che raramente si ferma a terra, limitando le sue soste esclusivamente alla nidificazione. Si nutre di calamari, piccoli pesci e rifiuti gettati in mare dalle navi, mangiando al punto di non riuscire più a volare e a essere costretto a riposarsi nell'acqua. Per questi motivi secondo le credenze marinaresche, questo uccello girava in circolo osservando l'acqua senza mai fermarsi dormendo in volo ignorando le avversità atmosferiche. Benché le grandi ali favoriscano un volo aggraziato e lo aiutino a sfruttare al massimo le correnti marine, esse lo ostacolano nel decollo dal mare e nell'atterraggio, costringendolo a prendere lunghe rincorse.

### Riproduzione

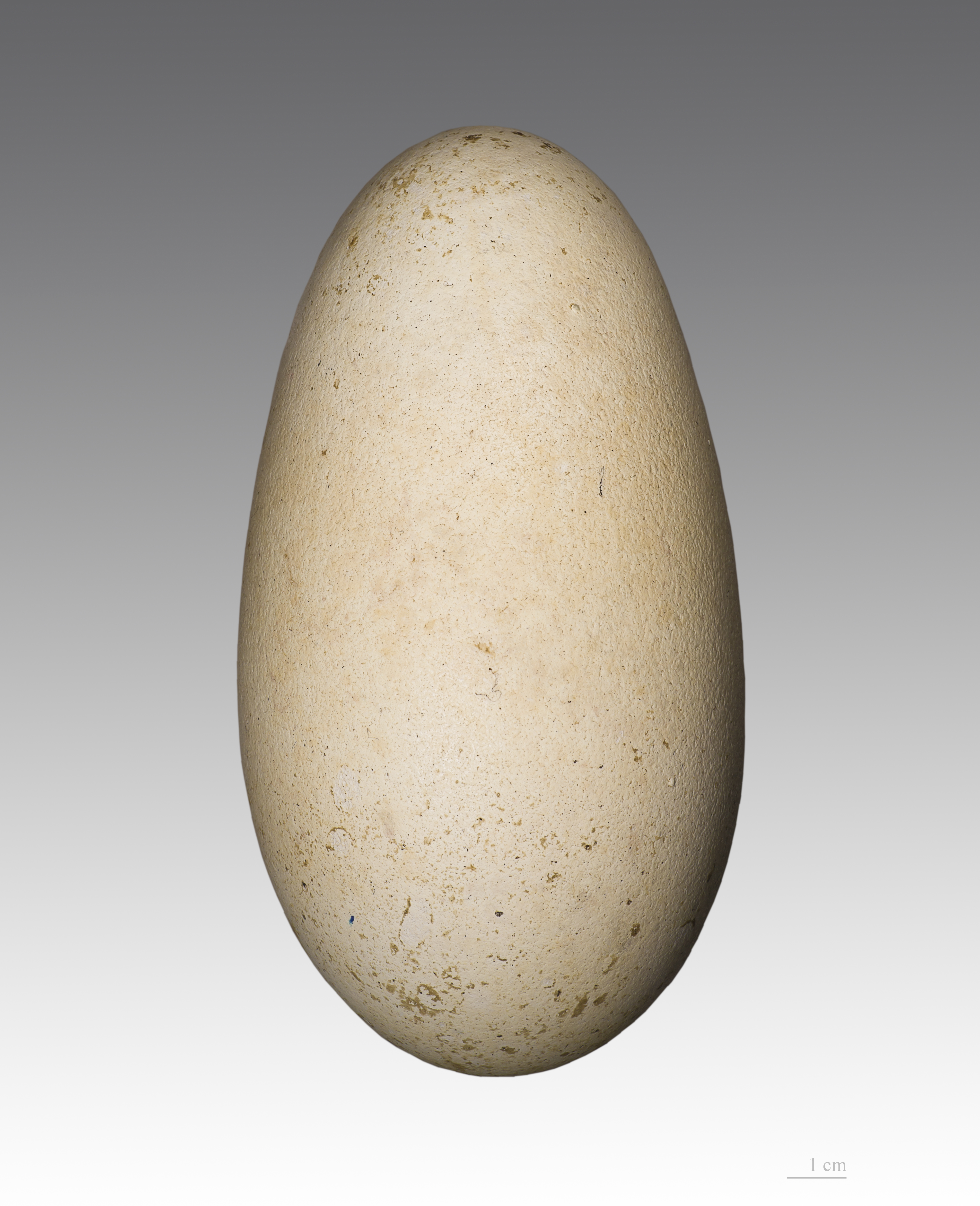
Uovo di Diomedea exulans

A causa della loro longevità non si riproducono prima dei 7-8 anni anche se sono in grado di riprodursi almeno all'età di 3-4 anni; l'accoppiamento avviene ogni due anni e gli esemplari di questa specie sono monogami.
Costruiscono grandi nidi larghi circa un metro alla base e circa mezzo metro in cima servendosi di vegetazione e terriccio.
Depositano un solo uovo: esso è bianco con qualche punto scuro, è lungo 18 cm e pesa circa mezzo chilo. Per la riproduzione si radunano in colonie sulle isole più remote degli oceani nell'emisfero australe nei mesi tra novembre e dicembre. La cova dura circa 3 mesi, durante la quale i genitori si danno il cambio per cercare cibo. Dopo la schiusa il piccolo diviene autosufficiente in nove mesi.

## Distribuzione e habitat
Essendo una specie pelagica, vive principalmente in mare. Sfruttando le correnti marine è in grado di compiere più di 500 km in un giorno. Per la nidificazione sceglie le isole Crozet, isole del Principe Edoardo, Georgia del Sud e isole Sandwich meridionali, isole Kerguelen e l'Isola Macquarie.